# Vertrag von Axim
Der Vertrag von Axim wurde am 17. Februar 1642 zwischen den Vereinigten Niederlanden und den Häuptlingen des Ortes Axim im Südwesten des heutigen Ghana abgeschlossen. Der Vertrag regelte die Oberhoheit der Niederlande und der Niederländischen Westindien-Kompanie über die Stadt und ihr Herrschaftsgebiet. Der Vertrag wurde abgeschlossen, nachdem die Niederländische Westindien-Kompanie die Portugiesen vertrieben hatte, die dort bisher mit dem Fort Sao Antonio (heute Fort St. Anthony) einen ihrer ältesten Stützpunkte an der westafrikanischen Goldküste besaßen. Im Laufe der Zeit wurde das Abkommen durch mehrere neue Verträge und Abkommen ersetzt bzw. erweitert. Der Vertrag blieb jedoch die Basis für die holländische Oberhoheit und die politischen Beziehungen zwischen Axim und den Niederländern bis zu deren Abzug von der Goldküste 1872.

## Hintergrund

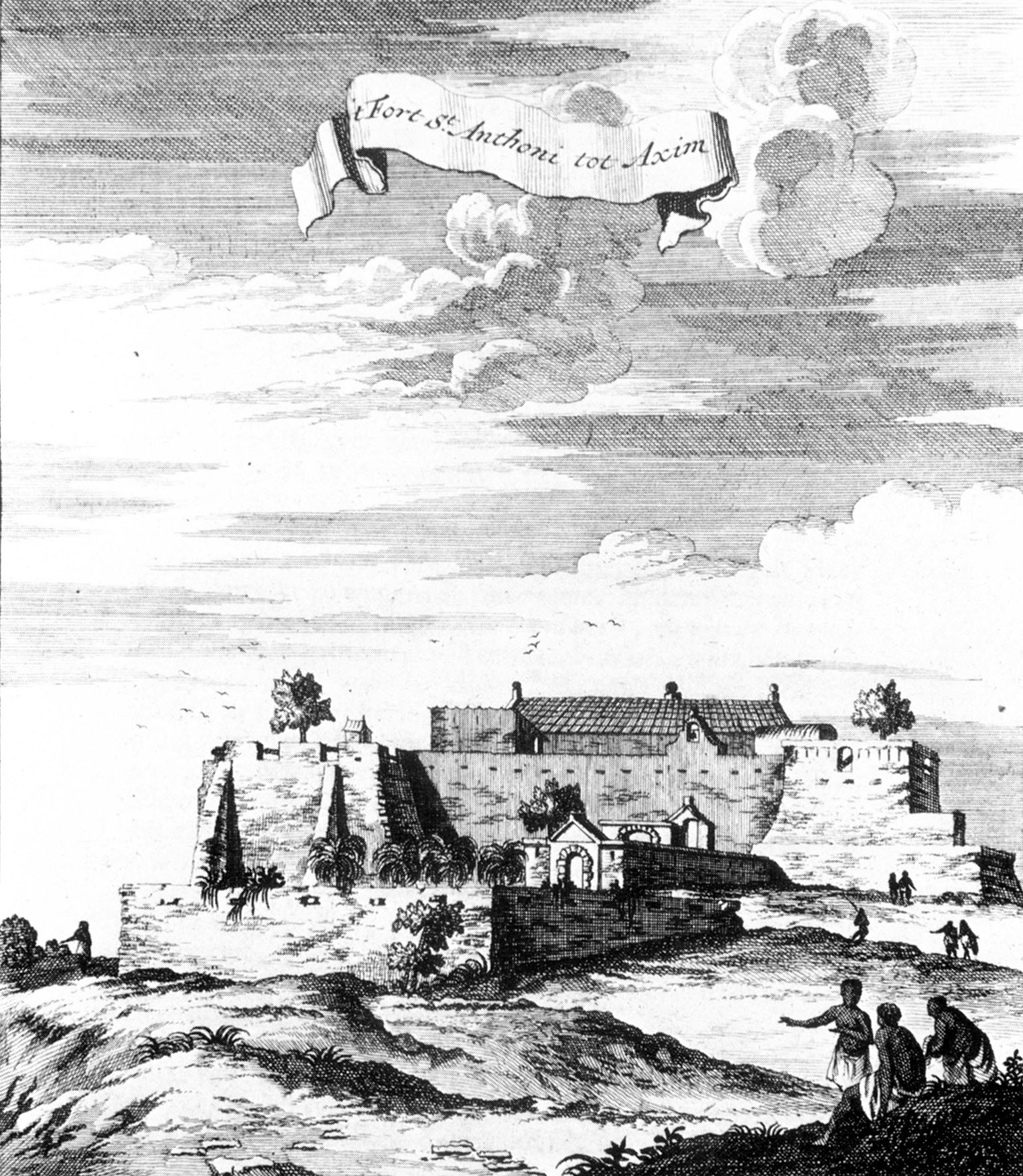
Fort St. Anthony bei Axim, 1709. Lithographie

Der Staat von Axim in der heutigen Western Region Ghanas bildete eine regionale Macht in Form eines Stadtstaates mit zwei Oberhäuptlingen, die jeweils ein eigenes Territorium besaßen.
Seit dem späten 15. Jahrhundert hatten die Portugiesen hier einen Handelsposten, den sie im frühen 16. Jahrhundert zur Festung Sao Antonio (heute Fort St. Anthony) ausbauten.
Nachdem die Niederländer 1637 die wichtigste portugiesische Festung an der Goldküste, das Fort São Jorge da Mina in Elmina erobert hatten, brachen sie bald den portugiesischen Widerstand auch an den anderen Orten der Goldküste. Die Festung in Axim war der wichtigste noch verbleibende Stützpunkt der Portugiesen. Als die Niederländer die Festung 1642 erobert hatten, gaben sie den Portugiesen und ihren Verbündeten freies Geleit und handelten einen Vertrag mit den politischen Führern von Axim aus, um die Situation zu normalisieren. Damit waren die Niederländer die größte Macht in der Region.
Das Abkommen mit den beiden Oberhäuptlingen von Axim wurde am 17. Februar 1642 abgeschlossen, unmittelbar nach der Eroberung des Forts. Zuerst wurde der Übergang der Loyalität Axims von den Portugiesen auf die Niederländer durch eine Erklärung der Feindschaft gegenüber allen Feinden der Niederländer bekräftigt. Die Niederländer verlangten zudem die Kontrolle über die Außenbeziehungen des Stadtstaates, erst einmal nur zu europäischen Mächten, es konnte aber auch so verstanden werden, dass sich das auf alle fremden Mächte bezog.
Den Portugiesen wurde wie erwähnt der freie Abzug zugesichert. Der Rest des Vertrages handelte von der gegenseitigen Unterstützung in Kriegszeiten, der Ausübung der rechtlichen Autorität, Steuerfragen und Regelungen zum Handel. Für die letzteren übernahm man die Regelungen, die in Elmina in Kraft waren, die sich u. U. mit denen deckten, die unter portugiesischer Oberhoheit galten. Nach diplomatischen Begriffen können nur Teile des Abkommens als ordentlicher Vertrag angesehen werden. Im Lauf der Zeit wurden die Regeln für die inneren Angelegenheiten verschiedentlich durch weitere, ausgehandelte Kontrakte überarbeitet. In dieser Hinsicht unterschied sich der Vertrag von Axim sehr von dem Vertrag von Butre, der 14 Jahre später abgeschlossen wurde und im Gegensatz zum Vertrag von Axim nahezu unverändert 213 Jahre Bestand hatte.

## Inhalt des Vertrages
Titel: Der Vertrag wurde mit „Abkommen zwischen dem General Jacob Ruijchaver und den Caboceros von Axim, geschlossen im Februar 1642“ betitelt. Ruijchaver war der amtierende Generaldirektor Niederländischen Goldküste und Leiter der Niederländischen Westindien-Kompanie in Afrika sowie Repräsentant der Generalstaaten, der souveränen Macht der Republik der Vereinigten Niederlande. Die Caboceros von Axim  waren die zwei Oberhäuptlinge der Stadt.
Ort und Datum: Der Vertrag wurde von den Delegierten von Axim und denjenigen der Niederlande im Fort St. Anthony in Axim am 17. Februar 1642 unterzeichnet und trat sofort in Kraft.
Vertragspartner: Auf der niederländischen Seite war dies die Niederländische Westindien-Kompanie, die durch ihren Generaldirektor Republik der Vereinten Niederlande repräsentierte. Unterzeichner war General Jacob Ruijchaver.
Auf der Seite Axims waren es die „Caboceros“ (Häuptlinge, engl.: Caboceers) von Axim, neben den erwähnten Oberhäuptlingen unterzeichneten auch  Atty Ansi und Peter Agoey.
Gegenstand des Vertrages: Der Vertrag regelte Angelegenheiten des Treuepflicht und Sicherheit ebenso wie innere Angelegenheiten in zehn Artikeln.
1. Die Häuptlinge von Axim erklären, dass der König von Spanien und seine Verbündeten auf ewig ihre Feinde sind. Weiterhin erklären sie, loyale Diener zu sein und die legitimen Autoritäten der Generalstaaten der Vereinigten Niederlande, Seiner Hoheit des Prinzen von Oranien und der Niederländischen Westindien-Kompanie anzuerkennen.
2. Den Führern Axims ist es nicht erlaubt, mit fremden Nationen zu korrespondieren oder Handel zu treiben ohne die Erlaubnis der Niederländischen Autoritäten.
3. Die Niederländer versprachen den Portugiesen, Afrikanern europäisch-afrikanischer Abstammung, Muslimen und den Portugiesen gehörenden Sklaven freien Abzug, sofern sie die niederländische Autorität akzeptierten.
4. Zivile und kriminelle Angelegenheiten werden durch die Häuptlinge von Axim und die „Händler der Festung“ behandelt, also durch den Gouverneur, der als Präsident agiert. Strafgelder werden an die Chiefs entrichtet werden, wie es auch in Elmina üblich ist.
5. Im Fall eines Krieges gegen eine der Vertragsparteien durch eine dritte, sind die Parteien verpflichtet, einander zu unterstützen.
6. Die Abgaben für Fische waren ebenso geregelt wie in Elmina: einer von fünf guten Fischen plus einem Fischkopf. Bei Zuwiderhandlung drohte das Zerbrechen oder die Konfiszierung des fischenden Kanus.
7. Das Eigentum an sämtlichen Häusern, Gärten, Höfen und der Festung, die vorher in portugiesischem Besitz waren, wurde auf die Niederländer zur freien Verfügung übertragen. Niemand war die Beschädigung des Besitzes erlaubt.
8. Die Häuptlinge von Axim erhielten eine Unze Gold für jedes Schiff, das aus den Niederlanden kommend hier vor Anker ging, um Güter für die Goldküste zu bringen. Abhängig vom Wert oder Umfang der Fracht sollte diese Summe sich erhöhen oder verringern.
9. Afrikanern, die in Axim Güter kauften, war ein „Geschenk“ erlaubt, gemäß dem in Elmina üblichen System.
10. Zur Versicherung, dass der Vertrag bindend ist, unterzeichneten die Parteien das Dokument und die Häuptlinge von Axim übergaben jeweils einen ihrer Söhne den Niederländern.[8]